# Симметричное подключение
Симметричное подключение (аудио) — метод соединения аудиооборудования с помощью симметричной линии. В отличие от несимметричной линии, где используется один сигнальный проводник, в симметричной линии используется пара сигнальных проводников. Этот метод соединения часто используется в звуковых трактах оборудования для соединения отдельных элементов или целых блоков. Самое большое распространение получило в звукозаписи, потому что позволяет уменьшить помехи передачи сигнала при использовании достаточно длинных проводов и кабелей.

## Практическая реализация

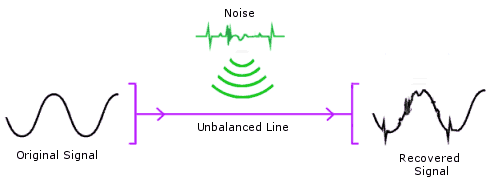
Визуальное представление несимметричного соединения.

При обычном, несимметричном подключении соединение происходит посредством только одного сигнального провода и одного общего провода (часто в виде экранной оплётки кабеля), по которым и передаётся сигнал. В большинстве случаев это дает приемлемый результат на небольших расстояниях, до 5-7 метров. При увеличении длины кабеля увеличивается воздействие внешних помех на сигнал, что в некоторых случаях бывает неприемлемым. Если рядом с такой простейшей системой начать разговаривать по мобильному телефону или где-то поблизости окажется силовой кабель, электромагнитные волны от телефона и магнитные поля кабеля начнут наводить электрические сигналы в проводах нашей несимметричной схемы. Если при таких обстоятельствах прибором в схеме является, например, микрофон, аудитория будет «порадована» жужжанием и визгом. Поэтому несимметричное соединение — это не всегда лучшее соединение. Чем длиннее несимметричный кабель, тем больше вероятность возникновения помех, поэтому не рекомендуется использовать несимметричный кабель длиной более 3 метров. Такой вид кабеля можно часто увидеть в домашней аудиоаппаратуре (в непрофессиональных комплектах звуковой техники в основном все кабели несимметричные).
Одним из решений этих проблем может быть симметричное подключение.

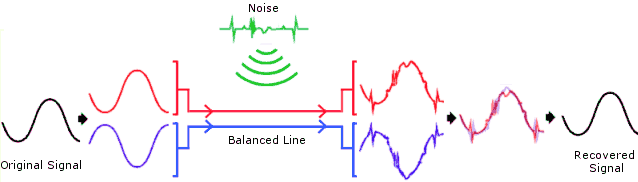
Визуальное представление симметричного соединения.

Симметричное подключение отличается от несимметричного наличием пары сигнальных проводов вместо одного в несимметричном.В одном из сигнальных проводов передаётся оригинальный (неизмененный) сигнал, в другом — инвертированный (не сдвинутый по фазе на 180°, а именно перевернутый — сигнал во втором проводнике является перевернутой копией первого). Из-за использования двух идентичных проводов, расположенных в непосредственной близости друг от друга, воздействие внешних факторов на сигналы происходит практически одинаково. Впоследствии за счёт инвертирования полярности полезного сигнала, (иногда говорят "перевернутого по фазе на 180°"), он становится синфазным с полезным сигналом, приходящем изначально в фазе, а сигнал помехи, попавший на оба проводника синфазным, на одном из проводников становится противофазным, и за счет этого взаимоподавляется.
Реализация симметричного подключения может быть произведена как непосредственно в самом подключаемом оборудовании, так и отдельными аппаратами. Примером может быть большинство звукозаписывающего и обрабатывающего звук оборудования, в где симметричное подключение является одним из стандартов. Для оборудования, не имеющего симметричного подключения, есть возможность использования устройств т. н. «прямого включения», в народе «дибоксов» (DI-box), и трансформаторов — специальных преобразователей сигнала из несимметричного в симметричный и наоборот. Надо понимать, что в зависимости от схематической реализации преобразования сами дистрибьюторы могут различаться направленностью преобразования.

## Проблемы реализации
Иногда, обычно в бюджетном оборудовании, можно встретить так называемые «псевдореализации» симметричного подключения. Когда сам аппарат имеет возможность симметричного подключения, но внутри него не происходит полного преобразования. При таком соединении теряются практически все положительные качества симметричного соединения.

## Галерея

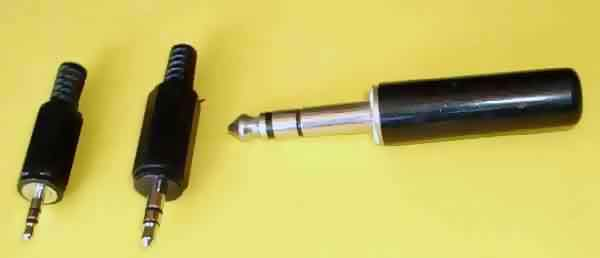
2.5, 3.5 и 6.35 мм разъёмы TRS
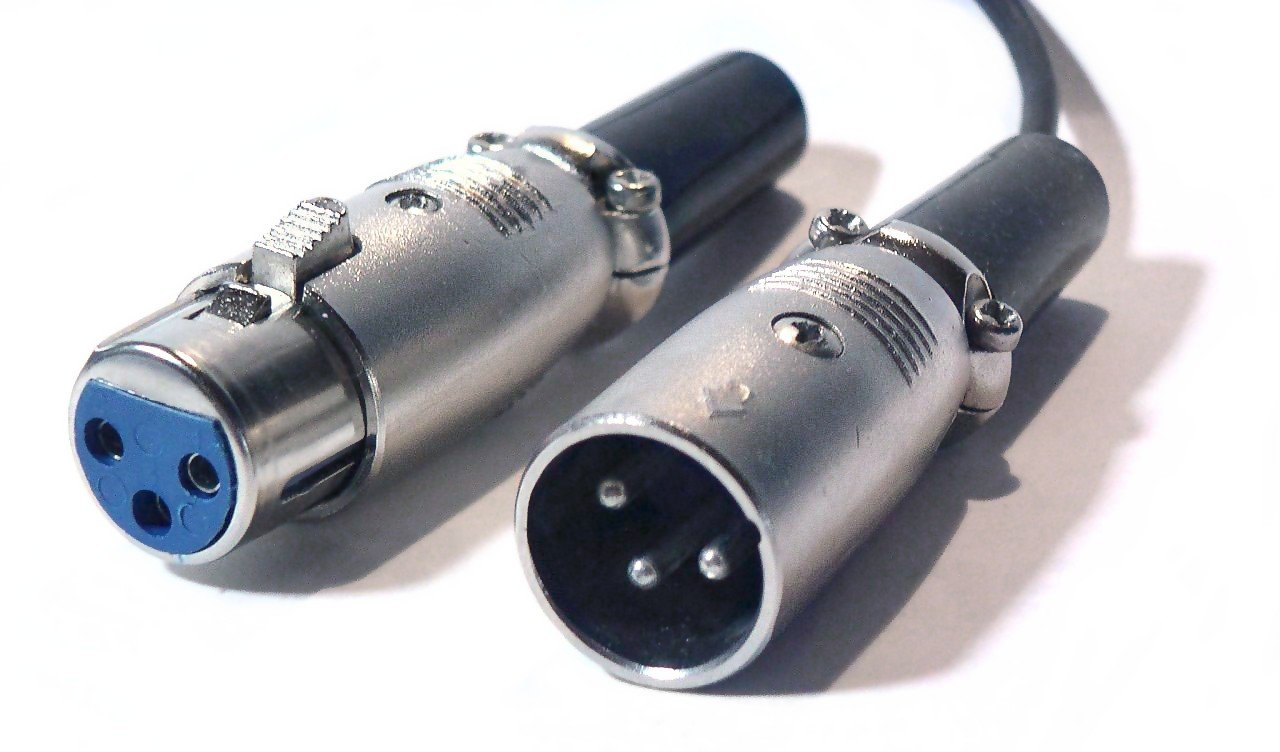
Кабельные разъемы XLR3, "мама" слева и "папа" справа
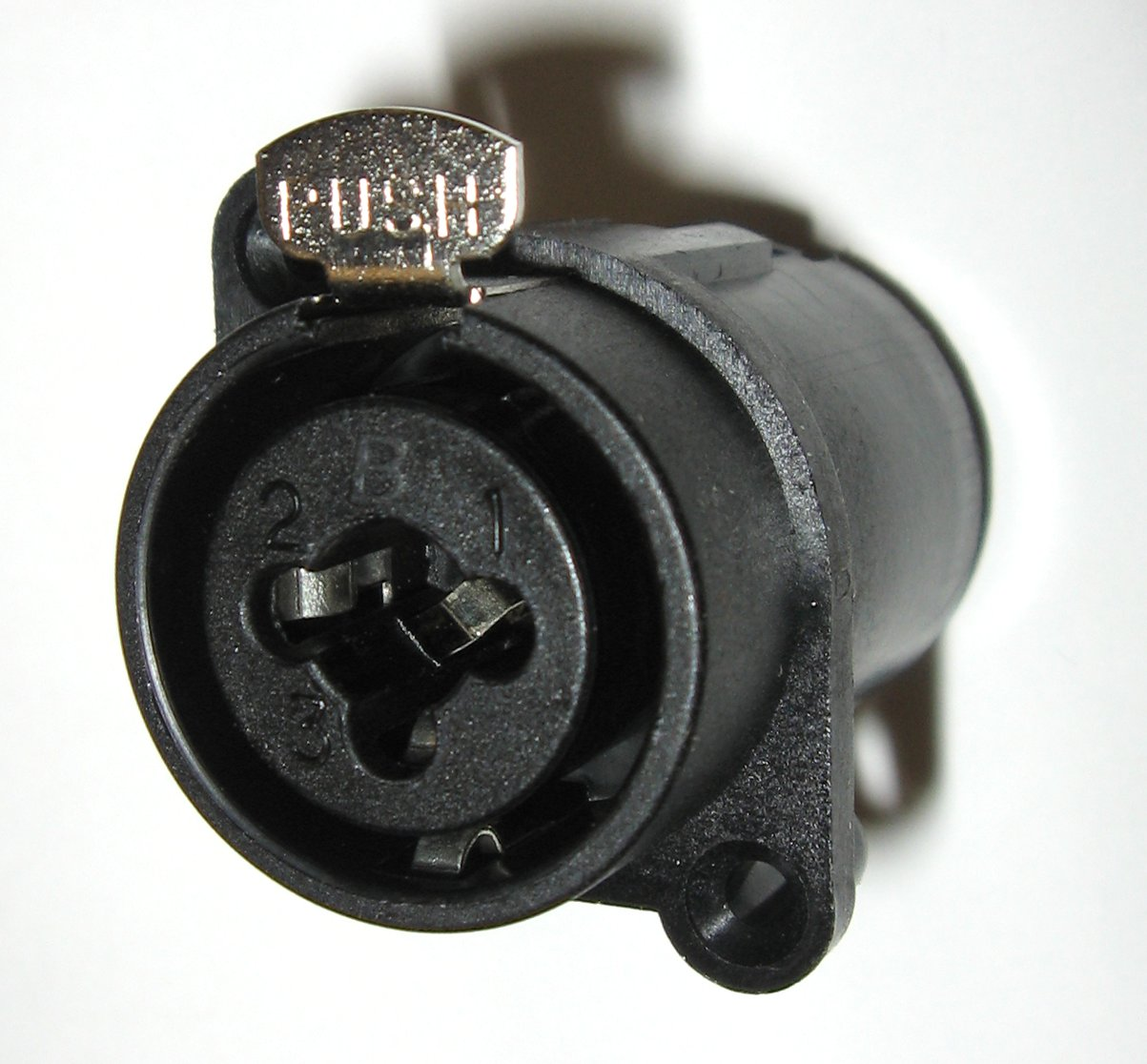
Комбинированный разъём XLR и 1/4" TRS.